# Chersodromia oraria
Chersodromia oraria är en tvåvingeart som beskrevs av Collin 1966. Chersodromia oraria ingår i släktet Chersodromia och familjen puckeldansflugor. Inga underarter finns listade i Catalogue of Life.